# Museumstoomtrams in Nederland

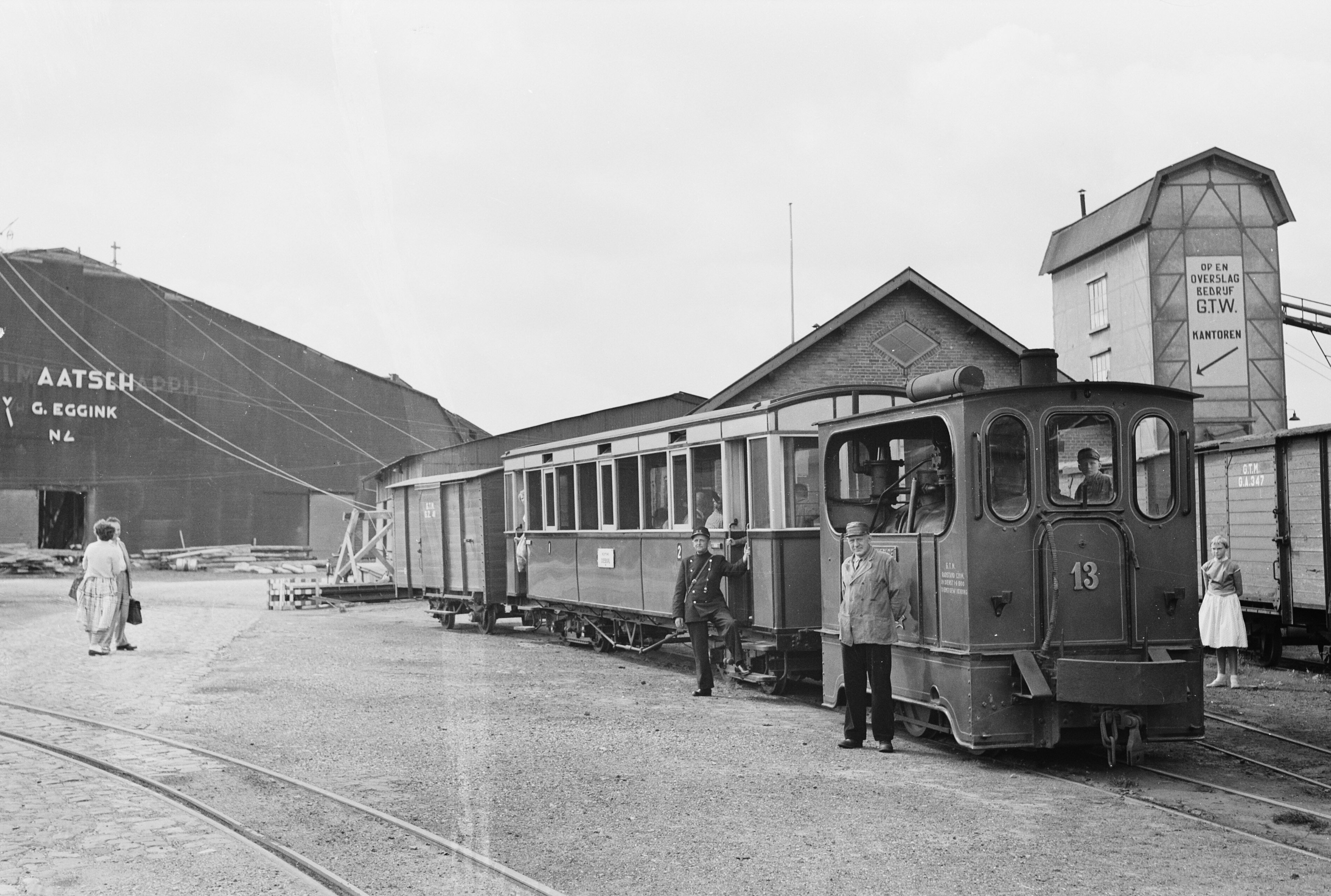
De museumstoomtram Doetinchem – Doesburg rijdt voor de laatste keer. Loc 13, rijtuig AB 48 en goederenwagen GZ 41 in het GTW-depot te Doetinchem; 31 augustus 1957.

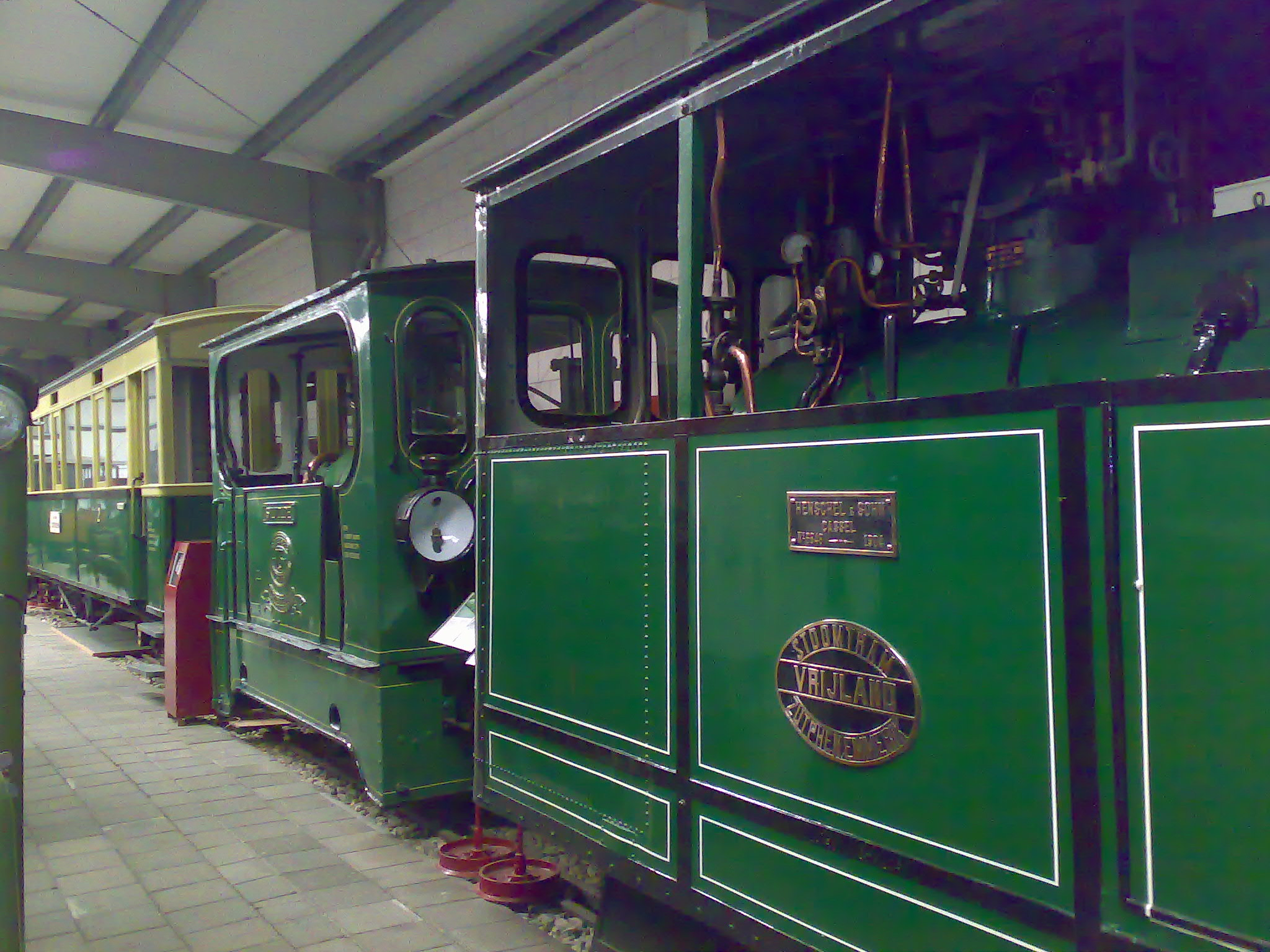
Stoomtramlocs 'Vrijland' en 'Silvolde' met daarachter een origineel stoomtramrijtuig, alle afkomstig van de Geldersche Tramwegen (GTW) en thans te bezichtigen in het Nationaal Smalspoormuseum te Valkenburg (gemeente Katwijk).

Een museumstoomtram is een stoomtram die in Nederland als museumdienst voor historische en toeristische doeleinden wordt ingezet. Tussen 1879 en de jaren vijftig van de 20e eeuw werden in Nederland vele stoomtramdiensten geëxploiteerd. Na de Tweede Wereldoorlog verdwenen de laatste stoomtrams in een hoog tempo. In de jaren vijftig waren er nog twee bedrijven die stoomtrams inzetten: de Gelderse Tram (GTW) en de Rotterdamsche Tramweg Maatschappij (RTM).

## Gelderse Tram
Toen de Gelderse Tram in 1956 zijn 75-jarige bestaan vierde werd voor het eerst een museumstoomtram ingezet, bestaande uit loc 13 'Silvolde', rijtuig AB 48 en goederenwagen GZ 41. Dit materieel werd speciaal voor dit doel opgeknapt om na enige jaren van stilstand weer te kunnen dienstdoen voor reizigersvervoer. Met deze stoomtram werden op de lijn Doetinchem – Dieren in de zomer van 1956 succesvolle ritten gehouden, die in 1957 werden herhaald. De laatste personen- en goederentrams reden op 31 augustus 1957.
Het museumstoomtramstel bleef bewaard te Doetinchem en kwam in 1975 terecht in het Nederlands Spoorwegmuseum te Utrecht. In 2000 werd het overgedragen aan het Nationaal Smalspoormuseum te Valkenburg (ZH).

## RTM

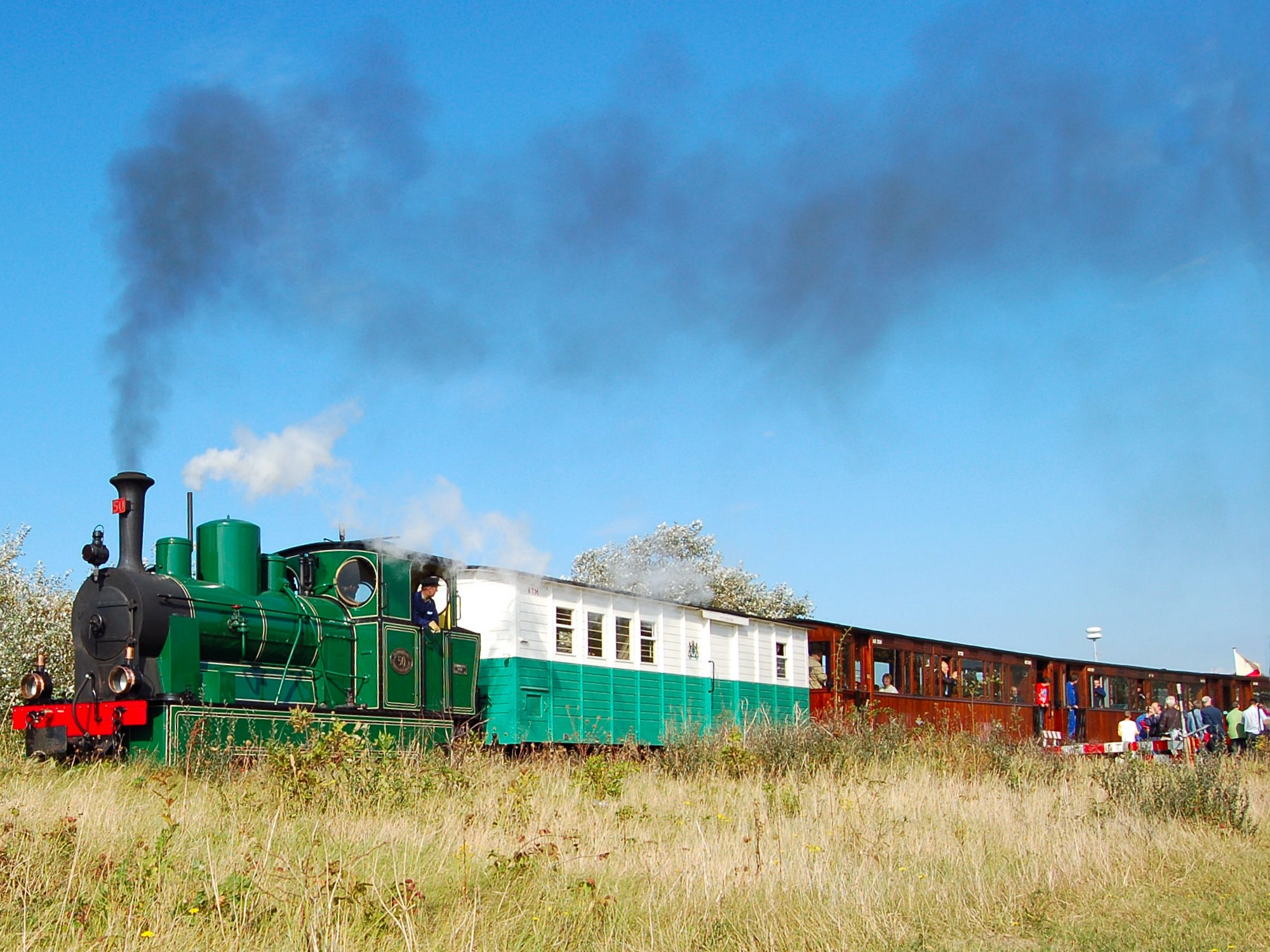
RTM-loc 50 (1913) met postwagen en zes rijtuigen bij de Stichting voorheen RTM.

De laatste stoomtrams bij de Rotterdamsche Tramweg Maatschappij reden rond 1963. Het trambedrijf was in de jaren vijftig geheel overgegaan op motortractie. De laatste tramlijnen ten zuiden van Rotterdam werd in 1965-1966 opgeheven en door busdiensten vervangen. Om toch iets te behouden van de rijke tramgeschiedenis en om ook met het historische materieel voor publiek te kunnen rijden, werd in 1965 de Tramweg-Stichting opgericht. Deze zag kans om een groot deel van de boedel over te nemen van het in 1966 opgeheven trambedrijf van de RTM, dat in Hellevoetsluis werd opgeslagen. Ook in Hoorn werd trammaterieel verzameld en werd een begin gemaakt met het rijvaardig maken om ermee te rijden. In 1989 werd verhuisd naar Ouddorp en ontstond de Stichting voorheen RTM.

## Gooische Tram

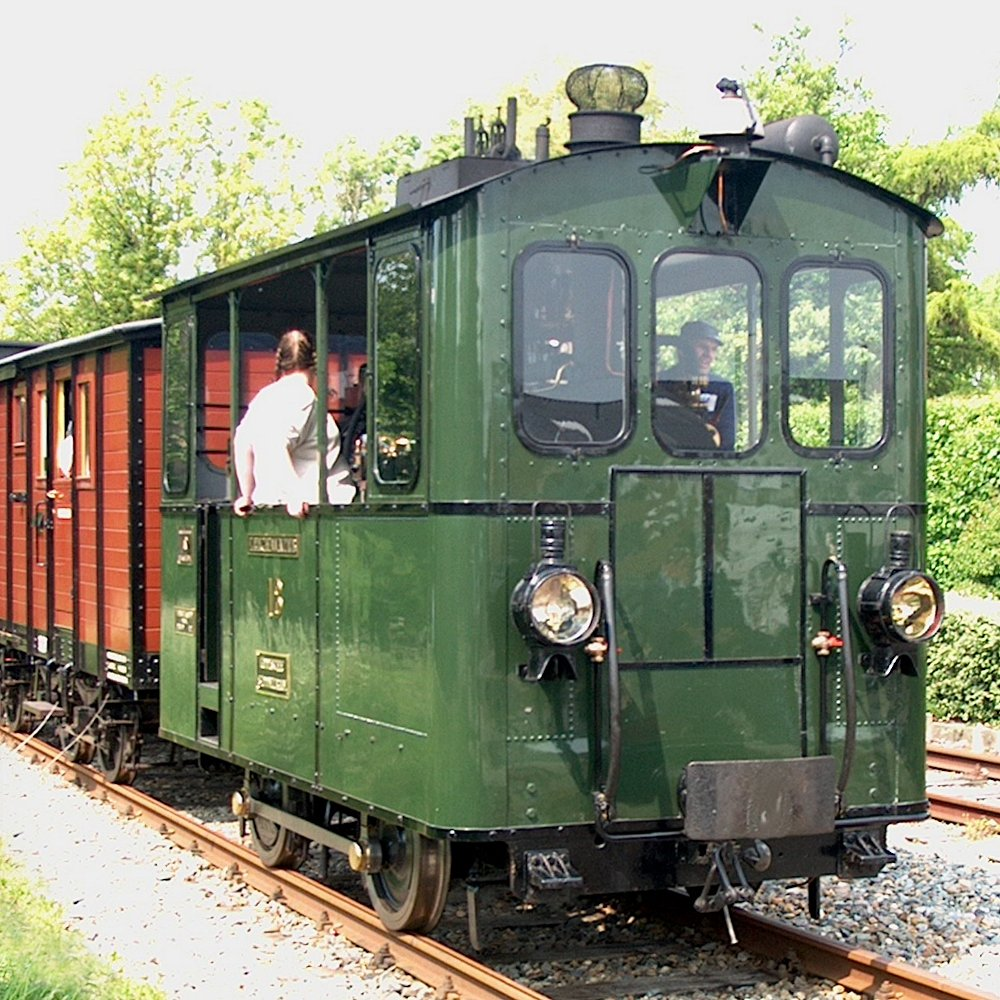
Gooische Stoomtramloc nr. 18 bij de Museumstoomtram Hoorn-Medemblik.

In 1967 werden in door de Tramweg-Stichting met de pas verworven loc 18 van de Gooische Stoomtram en enkele NS-rijtuigen voor het eerst sinds beëindiging van de reguliere stoomtractie in Nederland ritten met een museumstoomtramloc gehouden. Deze ritten voerden door de laatste nog overgebleven goederenlijn van de vroegere Westlandse Stoomtram tussen Delft en Loosduinen.
In 1968 werden de eerste ritten tussen Hoorn en Medemblik gemaakt en ook in Hellevoetsluis werd weer met trams gereden. Vanaf 1972 werden in Hoorn weer ‘echte’ stoomtrams ingezet, toen naast de Gooise loc 18 ook het Gooise rijtuig 21 beschikbaar was voor de museumstoomtram.
Uit deze initiatieven zijn de Museumstoomtram Hoorn-Medemblik in Hoorn en het museumbedrijf in Hellevoetsluis voortgekomen. Het museumbedrijf in Hellevoetsluis verhuisde in 1989 naar Goedereede en groeide uit tot de Stichting voorheen RTM.